# 게벨레 FK
게벨레 FK(아제르바이잔어: Qəbələ Futbol Klubu)는 게벨레를 연고로 하는 아제르바이잔의 축구 클럽이다. 현재는 아제르바이잔 퍼스트 디비전에 참가하고 있다.

## 성적
- 아제르바이잔컵 준우승 3회 (2013-14, 2016-17, 2017-18)
- 아제르바이잔 1부 리그 1회 우승 (2005-06)

## 선수 명단

### 현역
참고: FIFA 자격 규정에 따라 소속된 국가대표팀 국기를 표시합니다. 선수는 복수의 FIFA 비회원국 국적을 가지고 있을 수 있습니다.
| 번호 | 포지션 | 국적 | 이름 |
| ---- | ------ | ---- | ---- |

| 번호 | 포지션 | 국적 | 이름 |
| ---- | ------ | ---- | ---- |

## 역대 감독
| 감독            | 임기        |
| --------------- | ----------- |
| 토니 애덤스     | 2010 ~ 2011 |
| 도리넬 문테아누 | 2014        |